# 토머스 영

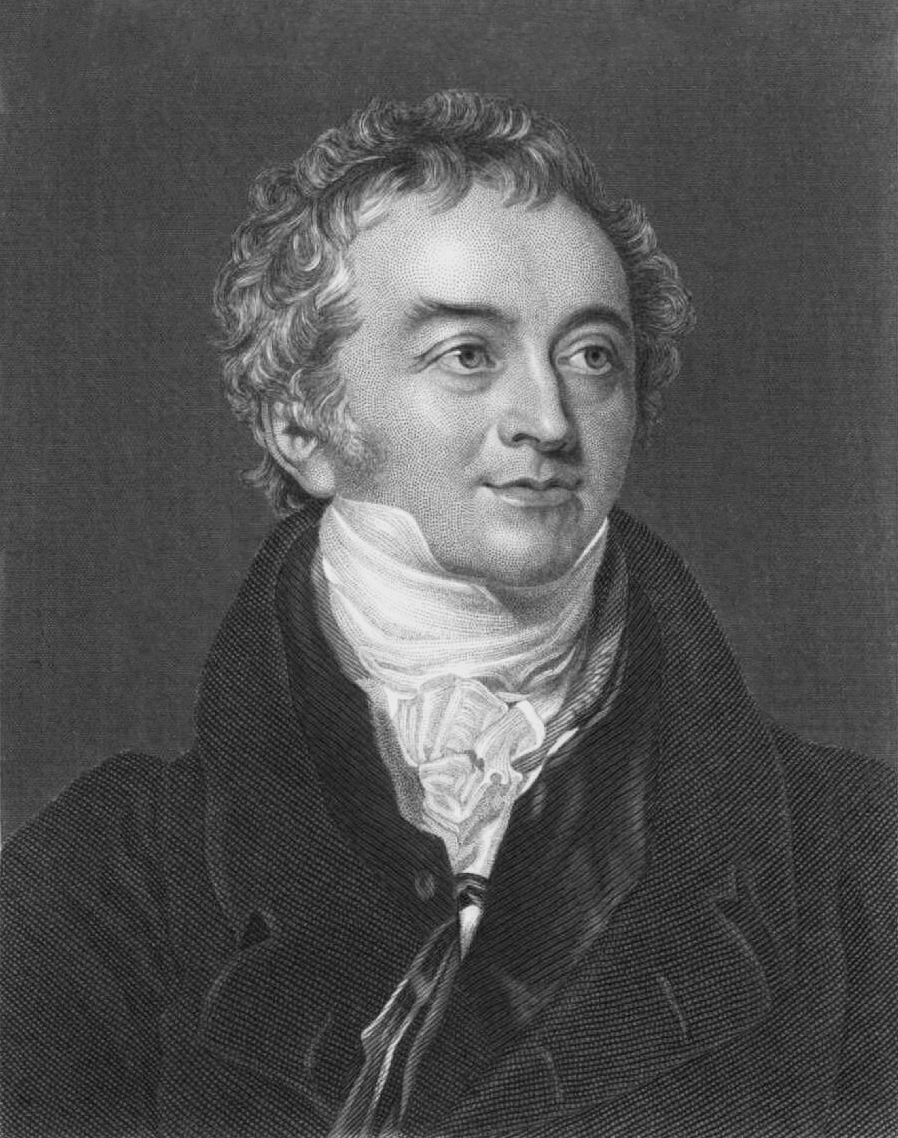
토머스 영

토머스 영(Thomas Young, 1773년 6월 13일~1829년 5월 10일)은 영국의 의사, 물리학자, 생리학자, 언어학자이다. 윌리엄 허셜이나 아인슈타인같은 사람들이 그의 천재성과 박학다식함을 극찬하곤 했으며, 장프랑수아 샹폴리옹이 마지막 작업을 끝내기 전에 이집트 상형 문자(특히 로제타석)를 부분적으로 해독한 것으로 유명하다.

## 생애

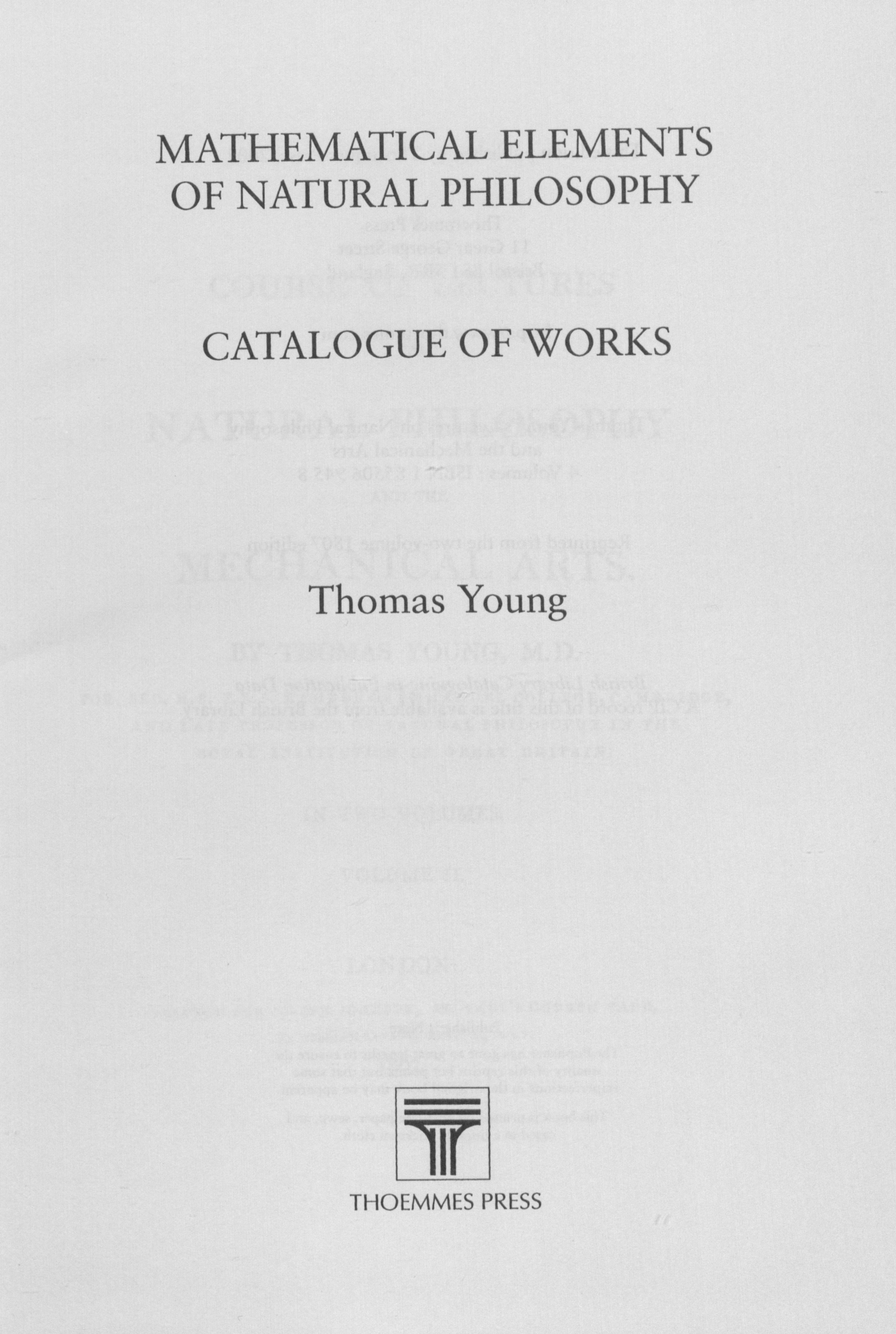
Mathematical elements of natural philosophy, 2002

토머스 영은 1773년 영국 남서부 서머싯주의 밀버턴에서 퀘이커가의 10명의 자녀들 중에서 장남으로 태어났다. 영은 14살 때 그리스어·라틴어를 배웠고, 프랑스어·이탈리아어·히브리어·독일어·칼데아어·시리아어·사마리아어·아랍어·페르시아어·튀르키예어·암하라어를 능숙하게 했다.
영은 1792년에 런던에서 의학을 배우기 시작했고 1794년에는 에든버러로 옮겼다가 1795년에는 독일 북서부 니더작센주 괴팅겐 대학교로 가서 1796년에는 의학 박사 학위를 취득했다. 1797년에 그는 엠마뉴엘 대학(Emmanuel College, Cambridge)에 들어갔다. 같은 해에 종조부인 Ricard Brocklesby로부터 땅을 상속받아서 그는 금전적으로 여유로워졌고 그 유산으로 1799년에 그는 런던 Welbeck 48번가에 의사로서 자리를 잡을 수 있었다. 초기에 영은 의사로서의 명성을 위해 그가 썼던 많은 논문들을 익명으로 냈다.
영은 1801년에 왕립 학회(Royal Institution)에서 의학을 주로 가르치는 자연철학 교수로 임명되었다. 2년 동안 그는 91개의 강의를 하였다. 1794년에 평의원으로 뽑혀서 왔던 왕립 학회에서 1802년에 의장으로 선출되었다. 자신의 업무가 의학기술에 방해되는 것을 염려하여 1803년에 교수를 그만두었다. 그가 했던 자연철학 교육과정 강의는 1807년에 출판되었고 후에 나온 많은 이론들에 많이 인용되었다. 우리가 흔히 사용하는 '에너지(energy)'라는 용어도 1807년에 제안하였다.
1811년에 영은 세인트 조지 병원 (St. George’s Hospital) 소속 의사가 되었고 1814년에 런던에 있는 가스의 일반적인 도입에 대한 위험성에 대해서 고려하는 위원회에 임명되어 활동했다. 1816년에 2초의 주기를 갖는 진자의 길이를 갖는 초의 초진자의 정확한 길이를 알기 위한 논쟁을 하는 위원회의 의원이었다. 그리고 1818년에 HM Nautical Almanac Office 관리자와 경도협회에서 간사를 맡았다.
죽기 전 몇 년 동안 그는 생명보험에 흥미를 느꼈고 1827년에 프랑스 과학 아카데미에서 8명의 외국인 회원 가운데 하나로 뽑혔다. 1828년에는 스웨덴 왕립 과학원의 외국인 멤버로 선출되었다.
영은 1829년 5월 10일 런던에서 죽었고 영국 켄트주의 Farnborough에 있는 교회에 있는 공동묘지에 묻혔다.
후에 학자와 과학자들은 그가 여러 분야에서 했던 개척과 업적에 대해 칭찬하였다. 동시대에 살았던 존 허셜은 그를 진실로 진정한 천재라 불렀다. 알베르트 아인슈타인도 1931년에 Newton’s Opticks라는 제목의 간행물을 쓰면서 서문에 영을 칭찬하였다. 물리학자 제3대 레일리 남작 존 윌리엄 스트럿과 노벨상을 탄 필립 워런 앤더슨도 영을 찬양하였다.
물질 모의실험과 이론을 연구하는 학구적인 연구단체의 협약인 토머스 영 센터(Thomas Young Centre)는 영의 이름을 따와 결정한 것이다.

## 연구 목록
영은 시각, 빛, 고체, 기계, 에너지, 생리학, 언어, 음악의 화성, 이집트학 등의 분야에서 훌륭한 과학적 공헌을 했다.

### 빛의 파동 이론
영은 자신의 많은 업적 중에 가장 중요한 업적이 빛의 파동 이론을 수립했던 것이라 생각했다. 그 업적을 이루려면 존엄한 아이작 뉴턴의 광학, 빛은 입자라고 했던 1세기나 지난 견해를 이겨내야 했기 때문이다. 그럼에도 불구하고 1800년대 초에 그는 빛의 파동이론을 증명하는 많은 이론적 근거를 제시했고 이 이론을 확인할 수 있는 2가지의 증명방법을 개발했다. 잔물결을 일으키는 기계로 물결파동의 관계 사이의 간섭현상이 나타남을 보였다. 그리고, 마찬가지로 2개슬릿 실험이나 이중 슬릿 실험으로 파동으로써 빛의 간섭현상을 나타남을 입증했다. 광학과 물리가 결합된 실험과 계산으로 제목을 붙인 이 논문은 1803년에 출반되었다.
그는 30분의 1 인치 정도 되는 얇은 카드를 놓고 종이에 나 있는 하나의 구멍으로 빛을 쏘이는 것으로 실험을 실시하였고 다른 카드의 그림자 속에 비치는 색의 줄무늬 모양을 관찰했다. 줄무늬 모양이 사라지는 위치로부터 앞이나 뒤에 다른 카드를 놓아 관측했다. 이 실험은 빛이 파동성에 대한 논의의 종지부를 찍었다.
영은 마이크로미터 (10−6m) 크기의 인접한 구멍들에서 반사에 의한 빛의 간섭이나 비눗물과 기름 사이에 반사에 의한 빛의 간섭 혹은 뉴턴의 고리 같은 빛의 간섭등 많은 실험을 실행하고 분석했다. 그는 또 섬유와 길고 얇은 조각을 사용해서 2가지의 중요한 회절 실험도 수행했다. 그가 1807년에 했던 자연철학과 기계기술 강의 과정 중에 그는 광선에 의해 생긴 물체의 그림자에서 줄무늬를 처음으로 관찰한 그리말디에게 학점을 주었다. 10년 이내에 영의 많은 작업이 재생산되었고 그러고 나서는 프레넬이 널리 퍼뜨렸다.

### 영의 계수
영은 영의 계수로 알려져 있는 탄성의 기술방법을 창안했다. 영의 계수는 1807년에 E로 표시되었고 1845년에 자연철학과 기계기술 강의과정 같은 다음 작업에서 더 많이 쓰여졌다. 그러나 실험에서 영의 계수의 개념을 처음 사용한 것은 1782년 조르다노 리카티(이탈리아어: Giordano Riccati)이었다. 이는 영보다 25년이 앞선 것이었다. 더욱이 이 아이디어는 1807년에 논문을 냈던 영에 비해, 약 80년이나 전인 1727년에 출판된 레온하르트 오일러의 논문에서 찾아볼 수도 있었다.
영의 계수는 물체에서 일어나는 변형과 압력 사이의 관계를 나타내는 수이다(후에 진짜 길이의 비율로써의 변형된 길이로 바뀌었다). 즉 하나의 축을 가진 견본 하나로만 설명할 수 있다. 영의 계수는 연구 논문의 구성요소와 별개였다. 즉, 영의 계수는 물체 본래의 성질인 것이다(계수가 나타내는 값이 그 성분의 고윳값이다). 영의 계수는 처음에 구성요소에 관한 과제에서 압력을 알 때 변형정도를 예측하는데에 쓰였고 반대로도 쓰였다.
영의 기고 전에 기술자들은 변형을 확인하기 위해서 로버트 훅이 발견한 훅 법칙 F=kx 을 적용하였다. 여기서 변형량을 나타나는 것은 x, 물체의 무게는 F였고 상수 k는 기하학과 물질을 함께 고려해야 하는 함수로 나타내는 수였다. 기하학과 물질의 관계식인 F = kx에 사용되는 상수 k를 알기 위해서는 새로운 요소마다 물리적인 시험이 필요했다. 하지만 영의 계수는 기하학을 고려하지 않아도 물질의 종류가 뭔지 알고 있으면 알 수 있었다. 그래서 공학 발전에 혁명적인 도움이 될 수 있었다.

### 색과 시력 이론
영은 생리 광학의 창시자라고도 불린다. 1793년에 눈에서 수정체의 굴곡과 변형에 따라 단거리 중거리 장거리의 시야를 볼 수 있게 해주는데 이 변형은 저절로 눈에 적응시킨다는 것을 설명하였다. 1801년에 그는 난시에 대해 처음으로 설명하였고 그가 했던 강의에서 후에 헤르만 폰 헬름홀츠가 세웠던 각각 망막에 있는 빨간색, 초록색, 파란색에 반응하는 3가지 종류의 신경조직이 색을 인식시킬 수 있다는 가설을 발표했다. 눈이 각각 다른 파장 범위를 지각하는 3가지 색깔의 감각기관을 가지고 있다는 특별한 발견을 했고 이 발견은 색을 지각하는 시각의 현대적 이해의 전조가 되었다

### 영-라플라스 방정식
1804년에 영은 표면 장력 원리에서 모세관 현상 이론을 끌어냈고 그는 또 고체 표면과 액체 사이의 접촉각도는 변하지 않는다는 것도 발견했다. 모세관 작용 현상이 일어나는 이유를 앞의 2가지 원리로 설명할 수 있었다. 1805년, 프랑스 철학자 피에르시몽 라플라스는 모세관 현상에 관련하여 표면 장력에 의해 생기는 오목하거나 볼록한 모양의 반지름이 중요하다는 것을 발견했다. 1830년에 독일 수학자 카를 프리드리히 가우스는 영과 라플라스가 했던 두 가지 작업을 통합하여 영-라플라스 방정식을 이끌어냈다. 이 식은 정지된 두 가지의 유체 경계면에서 일어나는 일정한 모세관 압력의 차이를 설명하는 식이었다. 영은 현대적인 관념으로 에너지라는 용어를 첫 번째로 정의한 사람이었다.

### 영의 공식과 영-뒤프레 공식
영의 공식은 표면 자유 에너지의 공식으로 고체 표면에 떨어지는 액체방울의 접촉각도와 경계면 사이에 자유에너지 그리고 액체의 표면장력을 표현한 공식이다. 영의 공식은 약 60년 후에 뒤프레(Dupré)가 열역학적인 효과에 대한 개념을 더해 더욱 발전되었다.

### 의학
생리학에서 영은 1808년에 했던 ‘심장과 동맥의 기능’이라는 과목의 크룬 기념 강의(Croonian lecture)로 혈류역학에 중대한 기여를 했다. 그리고 ‘System of Practical Nosology (1813)’, ‘Practical and Historical Treatise on Consumptive Diseases (1815)’, 의학문학의 소개 등의 의학 저서를 집필했다. 영은 아동의 약 복용량 및 투약량을 결정하는 엄지손가락의 법칙을 고안했다. 영의 규칙(Young’s rule)에 따르면, 아동의 투약량은 어른의 투약량에서 아이의 나이를 곱한 후 아이의 나이에서 12를 더한 값으로 나누어 계산한 양이다.

### 언어학
그의 괴팅겐 대학교 논문(1796 ,”De corporis hvmani viribvs conservatricibvs. Dissertatio”)의 부록에서 전 세계의 발음에 의거한 문자 체계를 표시한 4장의 제안서가 있었다 (이 제안서를 지우지 말라고이런 문구까지 남겼다; "Ne vacuae starent hae paginae, libuit e praelectione ante disputationem habenda tabellam literarum vniuersalem raptim describere"). 주로 프랑스어와 영어에서 따온 16개의 단모음, 비음으로 된 모음, 다양한 자음으로 되어있는 기호체계이다. 그의 영국 기고 “언어” 백과사전에서 영은 400가지 언어체계의 문법과 발음을 비교했다. 1647년에 네덜란드 언어학자와 Marcus Zuerius van Boxhorn 학자가 인도유럽어족(Indo-European languages)라는 용어를 사용했는데 그는 165년 후인 1813년에 별개로 이 용어를 도입했다.

### 이집트의 상형문자
영은 1802년에 Johan David Åkerblad가 추리한 민용 문자의 철자 29개(이중 14개는 잘못된 것으로 판명되었다)를 이용하여 이집트 상형문자 해독을 제일 먼저 도전했던 사람들 중 하나다. 하지만 Åkerblad가 추리한 민용 문자의 철자는 잘못 생각했던 거였다. 하지만 영은 Åkerblad가 추리한 알파벳이나 다른 사람들이 제안했던 수정사항도 보지 않았다. 이렇게 해서 그는 로제타석의 내용을 가장 적당한 내용으로 해독하는 것처럼 이집트 교유의 특성 부분을 제대로 해독해 나갈 수 있었다.
1814년 즈음에 그는 로제타석(그는 86개의 민중문자 단어 목록을 가지고 있었다)에 쓰여 있는 민중문자로 된 문구를 현대의 용어로 완벽히 해독하였다. 그러고 나서 상형문자를 다시 공부했지만 민중문자와 상형문자로 쓰여진 글이 바꿔 쓰기를 사용하는 것과 간단한 번역으로 안 된다는 것을 처음에는 인지하지 못했다. 영의 결론들은 브리태니커 백과사전 1818년 판에 유명한 기고문 “Egypt"에 나타난다.
1822년 프랑스 언어학자 장프랑수아 샹폴리옹가 이집트 상형문자의 해석과 문법체계의 열쇠에 대한 내용을 편찬했을 때, 영을 포함한 많은 사람들은 그의 업적을 칭찬했다. 1823년에 영은 샹폴리옹 체계로 기초를 다져 자신의 작업을 수월하게 하면서 이집트 문화와 상형문자 문학의 새로운 발견이란 책을 출판했다. 이 책으로 그는 그가 했던 많은 발견이 출판될 수 있었고 1816년에는 파리에 책을 보낼 수도 있었다. 영은 6개의 기호의 음향값을 정확하게 찾아냈지만 이집트 언어의 문법까지 추론할 수는 없었다.
샹폴리옹은 업적으로 생긴 명성을 영과 나누는 것이 내키지 않았다. 분열은 계속되었고 당대 영국과 프랑스 사이의 정치적인 긴장감 때문에 프랑스인 샹폴리옹이 영국의 권위자였던 영에게 했던 지원까지 큰 영향을 받았다. 영이 상형문자 문법에 대한 이해가 부족해 같은 실수를 반복함에도 불구하고 샹폴리옹은 더 이상 지원하지 않았고 계속 홀로 상형문자를 해독하게 했다. 하지만 1826년 이후에 샹폴리옹이 루브르 박물관에서 관장을 맡게 되면서 그는 민중문자에 대한 원고의 복사본을 영에게 나눠 주지 않았다.

### 음악
그는 악기를 조율하는 방법인 영의 평균율을 알아냈다.

## 생애 및 업적
1773년 영국 서머싯주 밀버턴에서 태어났다. 에든버러 대학교, 괴팅겐 대학교를 거쳐, 케임브지리 대학교에서 의학을 공부하였다.
21세에는 왕립 학회 특별연구원이 되었다.
의사로서의 감각생리학적 연구에서 소리와 빛의 연구로 전향하여 1801년에는 뉴턴의 설과 모순되지 않음을 강조한 빛의 파동설을 제창하였는데, 이 착상은 1807년에 나온 《자연철학 강의》 속에 잘 서술되어 있다. 입자론자의 공격을 받자 이집트학(學)에 몰두하였고, 프레넬이나 아라고(1786 ~ 1853)의 연구가 발표된 후 그들과 파동설에 관한 서신을 교환하였다.
- 민중문자를 해독하였다.
- 이중 슬릿 실험을 하였다.
- 빛의 간섭현상을 발견하였다.
- 눈 안에 있는 색 감지 세포(RGB)를 밝혔다.

## 같이 보기
- 코안다 효과
- 색 공간
- 굴절률